# Наунхајм
Наунхајм (њем. Naunheim) општина је у њемачкој савезној држави Рајна-Палатинат. Једно је од 86 општинских средишта округа Мајен-Кобленц. Према процјени из 2010. у општини је живјело 429 становника. Посједује регионалну шифру (AGS) 7137080.

## Географски и демографски подаци
Наунхајм се налази у савезној држави Рајна-Палатинат у округу Мајен-Кобленц. Општина се налази на надморској висини од 220 метара. Површина општине износи 6,1 km². У самом мјесту је, према процјени из 2010. године, живјело 429 становника. Просјечна густина становништва износи 70 становника/km².